# Тассуат (Жаркаїнський район)
Тассуа́т (каз. Тассуат) — село у складі Жаркаїнського району Акмолинської області Казахстану. Адміністративний центр та єдиний населений пункт Тассуатської сільської адміністрації.
Населення — 236 осіб (2021; 376 у 2009, 623 у 1999, 643 у 1989).
Національний склад станом на 1989 рік:
- казахи — 61 %.